# Penitenciaría de Estados Unidos, Florence High
La Penitenciaría de los Estados Unidos, Florence High (USP Florence High) es una prisión federal estadounidense de alta seguridad para reclusos varones en Colorado. Es operado por la Agencia Federal de Prisiones, una división del Departamento de Justicia de los Estados Unidos. USP Florence High es parte del Complejo Correccional Federal de Florencia (FCC Florence), que está situado en 49 acres (20 ha) de terrenos y viviendas de diferentes instalaciones con distintos grados de seguridad. Se llama "Florence High" para diferenciarla de la Penitenciaría de los Estados Unidos, Florence ADMAX, la prisión federal supermax ubicada en el mismo complejo.
FCC Florence está ubicada en la zona no incorporada del condado de Fremont, Colorado,  90 millas (145 km) al sur de Denver.

## Historia
USP Florence High se construyó en 1993 en respuesta a la creciente necesidad de un lugar para albergar a los reclusos federales de alta seguridad. Fue diseñado por DLR Group, un estudio de arquitectura especializado en instalaciones penitenciarias. Antes de la construcción del complejo, la ciudad de Florencia atravesaba una crisis económica con una tasa de desempleo del 17%. Cuando se encuestó por correo a los ciudadanos sobre la construcción del complejo en Florencia, el 97% de los encuestados se mostró a favor del proyecto. Se estimaba que el Complejo Correccional Federal de Florence iba a proporcionar alrededor de 1.000 puestos de trabajo temporales y 900 puestos de trabajo permanentes. Anticipándose a estos trabajos, la comunidad recaudó $160,000 para comprar los 600 acres (240 ha) necesarios para construir las prisiones.

## Instalación
USP Florence High albergaba a 816 reclusos varones en diciembre de 2019, y tiene aproximadamente 390,020 pies cuadrados (36,234 m²). Una valla perimetral, siete torres de vigilancia y un camino de patrulla garantizan la seguridad de la prisión. La prisión incluye servicios de salud, áreas de programas educativos, visitas, lavandería, barbería, economato, capilla, Unidad de Vivienda Especial (SHU) y un área de ejercicio. La prisión también contiene una unidad de reclusión para los reclusos de ADX Florence. Los reclusos pasan aproximadamente 22 horas del día en sus celdas; sin embargo, se los mantiene en un entorno menos restrictivo que en ADX Florence, y la interacción entre los reclusos es aceptable y fomentada. Una vez en esta prisión, los reclusos son transferidos a la unidad de población general en Florence High o a una prisión federal diferente.

## Incidentes notables
En 2000, siete funcionarios penitenciarios federales a quienes el sindicato llamaba "Los Cowboys" fueron acusados de cometer faltas de conducta ocurridas entre enero de 1995 y julio de 1997, que incluían golpear y asfixiar a reclusos esposados, mezclar desechos con la comida de los reclusos y amenazar a otros funcionarios que objetó sus acciones.  El caso llegó a juicio en 2003, y tres de los agentes, Mike Lavallee, Rod Schultz y Robert Verbickas, fueron condenados por violar los derechos civiles del recluso Pedro Castillo al golpearlo mientras estaba inmovilizado. Lavallee y Schultz también fueron condenados por conspirar para cometer violaciones de derechos civiles.  Los tres fueron condenados a penas de prisión. 

### Asesinato en 1999
El 10 de octubre de 1999, los reclusos William Concepción Sablan y Rudy Cabrera Sablan fueron acusados del asesinato del también recluso Joey Jesús Estrella. Se vio a los tres reclusos bebiendo "licor" juntos y se les escuchó pelear durante toda la noche. Tanto William como Rudy Sablan fueron encontrados con el cadáver destripado de Estrella en su celda a la mañana siguiente. Los fiscales tenían la intención de solicitar la pena de muerte contra William y Rudy Sablan, que son primos; sin embargo, debido al extenso historial de enfermedades mentales y daños cerebrales de William Sablan, ambos fueron condenados a cadena perpetua por el asesinato y trasladados al ADX Florence. A 01  de enero de  2021, William Sablan estaba encarcelado en la USP Allenwood y Rudy Sablan estaba alojado en la USP Hazleton. 

### Asesinato en 2008
En 2008, el recluso Gary Douglas Watland, que cumplía una sentencia estatal combinada de 55 años por el asesinato de un amigo e intentar escapar de la prisión estatal de Maine, fue acusado de matar a su compañero recluso Mark Baker, miembro de la banda Nazi Lowriders. Watland se acercó sigilosamente a Baker mientras jugaba al póquer y lo apuñaló en el cuello con un cuchillo casero. Watland afirmó que el ataque fue una "situación de matar o morir", ya que recientemente había salido del armario en prisión. Se sabía que la pandilla de Baker atacaba a homosexuales en prisión. Posteriormente, Watland aceptó un acuerdo de culpabilidad y fue sentenciado a cadena perpetua. A 01  de enero de  2021, cumplía condena en el ADX Florencia. 

### Disturbios de presos de 2008
El 20 de abril de 2008 se produjo un motín de 30 minutos entre un gran número de reclusos en el patio de recreo, durante el cual varios reclusos fueron apuñalados con cuchillos caseros conocidos como " shanks ". Los agentes penitenciarios apostados en las torres de vigilancia dispararon y mataron a dos de los reclusos armados. El incidente comenzó después de que los prisioneros supremacistas blancos que celebraban el cumpleaños de Adolf Hitler comenzaran a gritar epítetos raciales a los prisioneros negros. Los supremacistas blancos bebían aguardiente, una forma de vino casero, y estaban armados con piedras y armas improvisadas. En el tumulto participaron aproximadamente 200 prisioneros. 

### Asesinato en 2021
El 6 de diciembre de 2021, el recluso Jamarr Thompson, de 33 años, fue asesinado después de verse involucrado en un altercado con otro recluso. Thompson cumplía una condena de 63 meses por un intento de robo a un banco.  Este fue el tercer asesinato en una institución de la Agencia Federal de Prisiones (BOP) en el último mes; los otros dos ocurrieron en USP Canaan y USP Tucson, respectivamente.  Este incidente aumentó la preocupación por el creciente nivel de violencia dentro de las prisiones de la BOP. También intensificó la solicitud del presidente del Comité Judicial del Senado, el senador Richard Durbin, al Fiscal General de despedir al presidente de la BOP, Michael Carvajal, citando la falta de respuesta adecuada a los crecientes niveles de violencia dentro de las prisiones federales y la corrupción entre el personal de la BOP. 